# 如意自在
如意自在（日语： Nyoijizai），日本漫畫家、插畫家。男性。代表作是《遙的接球》。

## 來歷、人物
高中時期是美術社的成員，主要學習油畫。會開始畫插畫的原因是接觸了某款電玩遊戲，想畫出裡面出現的角色。
初次亮相是在2010年12月的Comic Market會場第一次參加同人誌即賣會活動。一開始不想參加的原因是畫工並不好。主要使用圖像繪製編輯軟體是Surface Pro和Paint Tool SAI，最早使用這兩種繪圖程式練習是在接近同人誌即賣會的日子之前，2014年3月現在已經適應了將繪圖版放置桌面上進行作業。
2015年，開始在《Manga Time Kirara Forward》（芳文社）10月號連載沙灘排球題材的《遙的接球》。作為漫畫家出道。作品大受歡迎，並在2018年電視動畫化。
2020年8月1日，開始在《COMIC DAYS》（講談社）連載鋼管舞題材的《銀鋼管花朵》。

## 作品列表

### 漫畫作品

#### 連載
- 遙的接球（《Manga Time Kirara Forward》2015年[4]—2020年[7]）
- 銀鋼管花朵（日语：シルバーポールフラワーズ）（《COMIC DAYS（日语：コミックDAYS）》2020年[6]—2021年[8]）
- （《月刊Morning two》2022年[9]—2023年）
- 魅魔科正經的蒲亞小姐（《COMIC DAYS》2023年內[10]）

#### 短篇
- （《週刊YOUNG JUMP增刊 YOUNG JUMP HEROINE》，2021年[11]）
- （原作：Spider Lily，《Lycoris Recoil 莉可麗絲 官方漫畫選集 Repeat》，2022年）—《Lycoris Recoil 莉可麗絲》選集貢獻[12]。

### 書籍
- 《遙的接球》（芳文社〈Manga Time KR Comics Forward系列〉2016年—2020年[7]，全10冊）
- 《銀鋼管花朵（日语：シルバーポールフラワーズ）》（講談社〈Morning KC〉2020年[13]—2021年，全3冊）
- （講談社〈Morning KC〉2023年[14]—2024年，全2冊）
- 《魅魔科正經的蒲亞小姐》（講談社〈Morning KC〉2023年[14]，全3冊）

### 其它
- 閃耀幻想曲（遊戲，2017年）人物設定、監修
- 黃金拼圖Thank you!!（電影動畫，2021年）應援評論[15]

## 外部連結
- 如意自在的X（前Twitter） （日語）
- 創作者訪談：如意自在｜qdopp press，存于 （日語）